# Hippodrome de Sangruère
L'Hippodrome de Sangruère se situe à Villeneuve-sur-Lot en Lot-et-Garonne.
C'est un hippodrome de trot avec une piste de 1 150 m  largeur 16 m en herbe avec corde à droite. Longueur de la ligne d'arrivée : 250 m